# Juan Carlos Torres Cuéllar
Juan Carlos Torres Cuéllar (Bogotá, 10 de noviembre de 1963) es un escritor colombiano.

## Carrera
Bachiller del Colegio de San Bartolomé La Merced. Estudió Derecho y Ciencias Socioeconómicas en la Pontificia Universidad Javeriana, y se especializó en Relaciones Internacionales en la Universidad de Bogotá Jorge Tadeo Lozano. Publicó el libro de poemas Sueño y eternidad en 1981. Desde entonces, ha trabajado diversos géneros, que incluyen –además de la poesía de sus primeros años– el cuento, el discurso, la crónica novelada y la entrevista. Ha sido ganador y finalista de varios concursos literarios nacionales e internacionales, y ha colaborado con múltiples publicaciones de prensa y revistas culturales y universitarias.
Entre 1999 y 2002 fue coordinador de discursos de la Presidencia de la República de Colombia, bajo el gobierno de Andrés Pastrana Arango. Desde entonces, siguió desempeñándose como asesor de discursos y comunicaciones estratégicas. Colaboró en la preparación y edición del libro La palabra bajo fuego (2005) del expresidente Pastrana, y fue consejero en la Embajada de Colombia en Washington. Entre 2010 y 2017 fue nuevamente director de discursos de la Presidencia de la República de Colombia, esta vez durante el mandato de Juan Manuel Santos.
A fines de 2008, Editorial Planeta Colombiana, perteneciente al Grupo Planeta, publicó su libro Operación Jaque, la verdadera historia, crónica en la que narra, con estructura de novela, los detalles de la audaz operación de inteligencia del Ejército Nacional de Colombia que culminó con la liberación, sin disparar un solo tiro –gracias a un elaborado engaño–, de Ingrid Betancourt, tres contratistas estadounidenses y once militares y policías colombianos que habían estado por años secuestrados por la guerrilla de las FARC. Para la realización de esta obra, que se ha publicado y distribuido en diez países y traducido al portugués y el francés, Torres se basó en la versión de sus protagonistas: los oficiales y suboficiales de la inteligencia militar, y los rescatados.
Hizo parte del equipo de traductores que se encargó de verter del inglés al español la obra Out of Captivity (2009), escrita por los tres estadounidenses liberados en la Operación Jaque –Marc Gonsalves, Keith Stansell y Tom Howes–, con la colaboración de Gary Brozek. El título de la versión en español de este libro, publicado por Editorial Planeta Colombiana es Lejos del Infierno. También participó en la investigación y preparación del libro Jaque al Terror: los años horribles de las FARC (Planeta, 2009) del exministro de Defensa, y luego presidente de Colombia, Juan Manuel Santos. En 2010 publicó, en calidad de compilador y editor, la obra El gran libro del bicentenario (Planeta), que reúne 25 conferencias de los más destacados historiadores internacionales sobre la independencia de Colombia, incluyendo un prólogo del entonces presidente Santos y una ponencia, a modo de epílogo, del expresidente de la república Álvaro Uribe Vélez. En 2021 lanzó Una conversación pendiente, una extensa entrevista a Ingrid Betancourt y Juan Manuel Santos en la que se analiza y repasa la historia política de Colombia desde los años ochenta hasta los tiempos actuales.

## Autor Espiritual
En 2016, la carrera de Juan Carlos Torres da un giro e inicia una serie de viajes de búsqueda espiritual, en los que conoce y experimenta con varios enteógenos o medicinas sagradas como el yagé o ayahuasca, el iboga, el kambo y el bufo, en visitas a templos y sitios de poder en Colombia, Perú, España y México, incluyendo un recorrido de cuarenta días en solitario por el Camino de Santiago de Compostela. Producto de estas experiencias, escribió su libro Soy Búho: un viaje de conocimiento (De las plantas sagradas al camino interior), publicado en 2022 por Editorial Planeta Colombiana.

## Premios literarios
- V Concurso Nacional Universitario de Poesías - Universidad de Cartagena (Primer Puesto, 1984)
- I Concurso Literario Mariano - Pontificia Universidad Javeriana (Primer Puesto, 1984)
- I Concurso Nacional de Cuento El Cuentista Inédito - Centro Alejo Carpentier y Lecturas Dominicales de El Tiempo (Finalista, 1985)
- I Concurso Nacional de Cuento Ecológico - Fundación Grupo Ecológico del Cauca (Finalista, 1990)
- I Premio Nacional de Cuento Fernando Soto Aparicio - Corporación para el Desarrollo de Santa Rosa de Viterbo (Primer Puesto, 1990)
- Concurso Poético Internacional Federico García Lorca III - Casa de España en Los Ángeles, Estados Unidos (Tercer lugar, 1990)
- II Concurso Nacional de Cuento Carlos Castro Saavedra - Transempaques, de Medellín (Finalista, 1991)
- VIII Concurso Nacional El Cuentista Inédito - Centro Alejo Carpentier (Cuarta Mención, 1992)
- VII Concurso Internacional de Cuento sobre Tema Erótico - Periódico Prensa Nueva, de Ibagué (Segundo lugar, 1992)

## Obras publicadas
- 1981  Sueño y eternidad (Antología poética) - Ed. Canal Ramírez-Antares, Bogotá
- 2008   Operación Jaque, la verdadera historia - Ed. Planeta Colombiana, Bogotá
- 2010   El gran libro del bicentenario (compilador y editor) - Ed. Planeta Colombiana, Bogotá
- 2021  Una conversación pendiente (con Ingrid Betancourt y Juan Manuel Santos) - Ed. Planeta Colombiana, Bogotá
- 2022  Soy Búho: un viaje de conocimiento (De las plantas sagradas al camino interior) - Ed. Planeta Colombiana, Bogotá

## Colaboraciones
- 1991  II concurso de cuento Carlos Castro Saavedra (selección con otros autores), Cuento: "El armario" - Fondo de Publicaciones Transempaques Ltda., Medellín[10]
- 2015  Manual de marketing político: cómo construir una campaña electoral en Colombia paso a paso (obra colectiva con varios autores; coordinadora: Eugénie Richard), Capítulo 5: "El arte de escribir e interpretar un discurso" - Universidad Externado de Colombia, Bogotá[11]
- 2015  Palabra colombiana: nuestra historia en 25 discursos (de Daniel Mitchell), Prólogo: "El discurso o las justificaciones del poder" - Icono Editorial, Bogotá[12]
- 2024  América Latina: la visión de sus líderes (de Andrés Rugeles), Epílogo: "Nuestra respuesta es la vida" - Ed. Planeta Colombiana, Bogotá[13]